# Верхняя Семёновка
Верхняя Семёновка — упразднённое село в Добровском районе Липецкой области России. На момент упразднения входила в состав Больше-Хомутецкого сельсовета. Исключено из учётных данных в 2001 г.

## География
Располагалось в истоке ручья Колпинка (приток Воронежа), на расстоянии примерно (по прямой) в 5 км к юго-востоку от села Чечёры.

## История
До ноября 1983 года входила в Лебяженский сельсовет. 
Решением Липецкого облисполкома от 11 ноября 1983 г. Большехомутецкий и
Лебяженский сельсоветы объединены в один Большехомутецкий сельсовет
.
Село упразднено постановлением главы администрации Липецкой области от 09 июля 2001 года № 110.